# Мрець іде (фільм)
«Мрець іде» (англ. Dead Man Walking) — фільм 1995 року.

## Зміст
Відбулося вбивство, Метью Понселе засуджений до смертної кари. Католицька черниця і противниця смертної кари сестра Гелен Преджан стає духовним наставником засудженого, щоб той покаявся і отримав відпущення гріхів.
Поступово відносини Метью і Гелен до один одного змінюються. Метью каже, що не вбивав дітей, що все зробив його «напарник». Гелен намагається допомогти Метью і скасувати смертну кару, відвідує родичів жертв і сім'ю Метью.
Однак апеляцію на скасування страти відхиляють. Метью востаннє зустрічається зі своєю сім'єю. Лише в останній день свого життя Метью щиро розкаюється у скоєному. Він зізнається Гелен, що таки вбив одного з дітей. Гелен проводжає Метью до місця страти. Перед виконанням смертної кари він просить вибачення у батька вбитого юнака і щиро розкаюється в тому, що вчинив.

## У ролях
| Актор             | Роль                 |
| ----------------- | -------------------- |
| Сьюзен Сарандон   | сестра Гелен Преджан |
| Шон Пенн          | Метью Понселе        |
| Роберт Проскі     | Гілтон Барбер        |
| Реймонд Дж. Беррі | Ерл Делакруа         |
| Рональд Лі Ермі   | Клайд Персі          |
| Селія Вестон      | Мері Бет Персі       |
| Лоїс Сміт         | Августа Бур Прежан   |
| Скотт Вілсон      | капелан Фарлі        |
| Марго Мартіндейл  | сестра Коллін        |
| Кленсі Браун      | державний військовий |
| Пітер Сарсгаард   | Волтер Делакруа      |
| Джек Блек         | Крейг Понселет       |

## Нагороди та номінації
- 1996 — премія «Оскар» за найкращу жіночу роль (Сьюзен Сарандон), а також 3 номінації: найкращий режисер (Тім Роббінс), найкраща чоловіча роль (Шон Пенн), найкраща пісня («Dead Man Walking»)
- 1996 — 3 номінації на премію «Золотий глобус»: найкраща чоловіча роль в драмі (Шон Пенн), найкраща жіноча роль у драмі (Сьюзен Сарандон), найкращий сценарій (Тім Роббінс)
- 1996 — премія Гільдії кіноакторів США за найкращу жіночу роль (Сьюзен Сарандон), а також номінація за найкращу чоловічу роль (Шон Пенн)

## Знімальна група
- Режисер — Тім Роббінс
- Сценарист — Тім Роббінс, Гелен Прежан
- Продюсер — Тім Беван, Ерік Феллнер, Джон Кілік